# Pseudasellodes bivitraria
Pseudasellodes bivitraria är en fjärilsart som beskrevs av Louis Beethoven Prout 1936. Pseudasellodes bivitraria ingår i släktet Pseudasellodes och familjen mätare. Inga underarter finns listade i Catalogue of Life.